# Толбухинский район
Толбухинский район — административно-территориальная единица в составе Ярославской области, существовавшая в 1946—1957 годах. Центр — село Давыдково (с 1950 года — Толбухино).
Был образован 15 апреля 1946 года в составе Ярославской области из частей Некрасовского, Середского, Тутаевского и Ярославского районов. Первоначально носил название Давыдковский район.
В состав района вошли сельсоветы: Березниковский, Вятский, Голодяевский, Давыдковский, Давыдовский, Доровский, Ермаковский, Марковский, Новленский, Октябрьский, Сватоковский, Селецкий, Ушаковский и Ченцевский.
24 июля 1950 года центр района село Давыдково было переименовано в Толбухино, а Давыдковский район — в Толбухинский район.
В 1951 году к Толбухинскому району был присоединён Путятинский с/с Некрасовского района.
В 1954 году Давыдковский и Голодяевский с/с были объединены в Толбухинский с/с, Ермаковский и Доровский — в Глебовский, Марковский, Октябрьский и Березниковский — в Вокшерский, Селецкий, Сватковский и Ушаковский — в Точищевский, Новленский и Путятинский — в Коломинский. Ченцевский с/с был присоединён к Давыдовскому.
15 ноября 1957 года Толбухинский район был упразднён, а его территория разделена между Даниловским, Некрасовским, Середским, Тутаевским и Ярославским районами.